# Aspach-le-Bas
Aspach-le-Bas (ném.: Niederaspach) település Franciaországban, Haut-Rhin megyében. Lakosainak száma 1273 fő (2022. január 1.). Aspach-le-Bas Cernay, Reiningue, Burnhaupt-le-Haut, Guewenheim, Aspach-Michelbach és Schweighouse-Thann községekkel határos.

## Népesség
A település népességének változása:
| Lakosok száma | 1307 | 1323 | 1359 | 1321 | 1319 | 1317 | 1302 | 1288 | 1273 |
|               | 2013 | 2015 | 2016 | 2017 | 2018 | 2019 | 2020 | 2021 | 2022 |